# Quitte of dubbel (hoorspel)
Quitte of dubbel is een hoorspel van Michael Brett.
De TROS zond dit hoorspel op 17 september 1971 met een herhaling op 13 augustus 1972. Double or Nothing werd op 11 februari 1970 door de BBC uitgezonden. De vertaling en bewerking was van Rob Geraerds en Harry Bronk was de regisseur. Het hoorspel duurde 49 minuten.

## Korte inhoud
Een vrouwenjager en gokker komt door zijn charme en klaarblijkelijk goede gesternte, altijd weer op zijn pootjes terecht.

## Rolbezetting
- Coen Flink (Martin Trevor)
- Jan Borkus (Geoffrey Trevor)
- Eva Janssen (Prudence Trevor)
- Corry van der Linden (Jennifer)
- Enny de Leeuwe (Ruby Sawyer)
- Willy Ruys (Henry Slater)
- Tonny Foletta (receptionist)